# Juvigny, Aisne

Juvigny este o comună în departamentul Aisne din nordul Franței. În 1 ianuarie 2022 avea o populație de 286 de locuitori.